# Prehistoria de China
El territorio que actualmente ocupa la República Popular China ha estado poblado desde hace miles de años. Se han encontrado restos de homínidos que constituyen los antepasados más remotos del hombre. De hecho, para muchos expertos cada vez está más claro que este pudo ser uno de los escenarios, junto con África, donde surgió la especie humana. Así lo demuestran los restos encontrados pertenecientes al hombre de Renzidong, de hace más de dos millones de años; el hombre de Yuanmou de hace un millón setecientos mil años; el hombre de Nihewan de hace un millón quinientos mil años; el hombre de Lantian de hace unos seiscientos mil años; el hombre de Nankín de hace medio millón de años o el hombre de Pekín, el más conocido de todos ellos, ya que cuando se descubrió en 1929 se identificó como el "eslabón perdido" de la evolución humana.

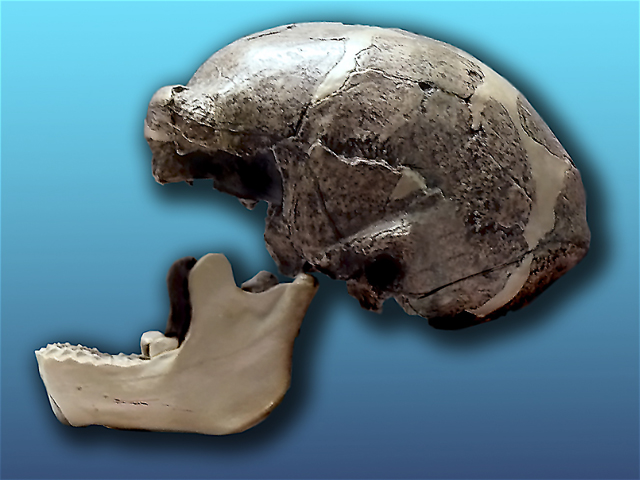
Cráneo del Hombre de Pekín, que data de hace entre 500 000 y 250 000 años.

Posteriormente surgirían otras culturas, como el hombre de Dali, que vivió en Yunnan hace entre 230.000 y 180.000 años; el hombre de Maba en Cantón; el hombre de Fujian de hace unos 200.000 años o el hombre de Dingcun, en la provincia de Shanxi, de hace unos 100.000 años.

## Paleolítico tardío
El Homo sapiens hizo su aparición en China hace por lo menos 40.000 años, tal y como ha quedado demostrado con el análisis del ADN de los restos del hombre de Tianyuan, encontrados en una cueva cercana a Beijing.  El hombre de la caverna superior, encontrado en Zhoukoudian, vivió hace 18.000 años y su cultura revela un grado de mayor complejidad respecto a otras culturas del sur del país. 
La cerámica es tan antigua como c. 17.000 a.c., en contextos del Paleolítico Tardío, siendo la cerámica más temprana del mundo. Todos los tiestos son muy porosos, gruesos y cocidos a bajas temperaturas. En el sur de China los tiestos se han registrado procedentes de muchas cuevas, en su integridad fechadas hacia el Pleistoceno Terminal. Como la mejor manera de extraer la carne de los mariscos es por medio del hervido, se ha postulado que las vasijas cerámicas fueron utilizadas para cocer este tipo de recursos, entre otros alimentos como arroz. Es claro que, en China, la cerámica apareció por primera vez en cazadores recolectores con armas líticas, algo similar a lo ocurrido en otras partes del mundo.
La cerámica, los artefactos de borde pulido y las piedras de molienda aparecieron por primera vez, casi de manera independiente unos respecto de los otros, en las comunidades de cazadores-recolectores como innovaciones originales en los conjuntos del Paleolítico Tardío. Los cazadoresrecolectores móviles del Pleistoceno explotaron una amplia gama de recursos faunísticos y vegetales. Los grupos humanos pueden haber ocupado este sitio como base, lo que incluyó a las cuevas, a lo largo de lapsos relativamente prolongados, al menos lo suficiente para la producción de cerámica. La aparición de estas tecnologías no pareció haber tenido un impacto significativo en el patrón de asentamiento y subsistencia de las culturas del Paleolítico; sin embargo, estas innovaciones sugieren un énfasis en las plantas y mariscos en la dieta humana, una estrategia de obtención de alimentos que se volvió más predominante durante el Holoceno Temprano.
Solo se han encontrado un puñado de yacimientos de A principios del Holoceno (9.000 a.c.) ocurrió un cambio hacia un modo de vida sedentario y estuvo asociado con las poblaciones de cazadores-recolectores. El cerdo, el perro, el arroz y el mijo fueron domesticados alrededor de 7000 a 6000 a.c. por gente que antes dependía, en especial, de plantas y animales silvestres.  Los cazadores-recolectores del Holoceno Temprano sondearon el uso de diversos productos alimenticios de manera intensiva, lo que incluía, en su mayoría, frutos secos y cereales (arroz silvestre y mijo). Al parecer, sus sitios fueron usados de manera estacional, pero el grado de sedentarismo se incrementó con el tiempo. Las poblaciones parecen haber empleado estrategias de recolección logística para maximizar su capacidad de obtención de alimentos. Sin embargo, se sabe muy poco acerca de la movilidad logística que se desarrolló debido a la falta de estudios acerca de los patrones regionales de asentamiento y subsistencia.
Todos ellos revelaron un conjunto de artefactos consistentes en cerámica, pequeñas herramientas pulidas (por ejemplo, hachas y azuelas), implementos hechos de lascas y piedras de molienda. Uno con sedentarizacion.

## Neolítico aldeano
Hace unos 10.000 años se empieza a cultivar arroz en el río Yangsté y poco después mijo en la provincia de Henan. En el VIII milenio a. C. las culturas de la zona del valle del río Amarillo se hicieron sedentarias. Un milenio después comenzaría la domesticación de animales. Es el comienzo de lo que actualmente conocemos como civilización china, los primeros vestigios de la civilización han que acabaría asimilando en mayor o menor medida las otras culturas surgidas en el sur y oeste del país.
Entre el VII y VI milenio a. C. surgen las primeras civilizaciones neolíticas, Peilikan y Cishan, precursoras de la cultura de Yangshao, que se extendería por las actuales provincias de Gansu y Shaanxi, entre el V milenio a. C. y el III milenio a. C. Fue la primera en abarcar una gran área. Son característicos sus objetos en cerámica pintada, con inscripciones que podrían ser el comienzo de los caracteres chinos de escritura. Una cultura semejante es la de majiayao, desarrollada en Gansu y Qinghai.
Contemporáneamente a la de Yangshao surgen otras culturas: en el delta del río Yangzi la de Hemudu entre los años 5.000 y 3.000 a. C. y posteriormente la de Liangzhu, considerada su heredera; la de Hongshan, entre los años 4.000 y 2.500 a. C., en la actual región de Mongolia Interior y que posteriormente se extiende por las actuales Hebei y Liaoning, que fabrica amuletos de jade y presenta un gran desarrollo de los rituales funerarios; la de Dadiwan, en Gansu y la de Dawenkou.
De todas estas culturas sólo sobrevivirían las de Yangshao, Dawenkou y Hongshan, que se fusionarían en la cultura de Longshan, comienzo de la unidad territorial y política de la Llanura del Norte de China. En este substrato cultural surgen las figuras semilegendarias del Emperador Amarillo y de los tres augustos y cinco emperadores, el último de los cuales, Yu el Grande, fundaría la dinastía Xia, entrando así China en su época histórica.
Las aldeas agrícolas del Neolítico completamente desarrolladas no se establecieron si no hasta 5000 a.c. La economía agrícola fue el fundamento para el surgimiento de sociedades jerárquicas organizadas en las que existían grupos de elite que controlaban el poder político y ritual. A lo largo de los periodos Neolítico Medio y Tardío (5000-2000 a.c.) numerosas sociedades complejas se desarrollaron y pasaron por procesos de decadencia en gran parte del paisaje del territorio chino antes de la formación de los Estados tempranos en el segundo milenio a.c. En general, la mayor parte de asentamientos que datan del periodo 7000-5000 a.c. muestran características de la cultura neolítica tal como se le ha definido arriba. Sin embargo, estas poblaciones del Neolítico Temprano dependían, muy enfáticamente, de los recursos alimenticios silvestres y, en particular, continuó la recolección intensificada de frutos secos.  En los registros etnográficos y arqueológicos se ha documentado bien que la explotación de los frutos arbóreos fue una forma de intensificación de la producción de alimentos vegetales en muchas partes del mundo. En todo caso, se requiere de mayor investigación acerca de este tema en el futuro para entender el Neolítico Temprano en China de manera integral.
El Neolítico Medio se caracteriza por el desarrollo total de las aldeas agrícolas sedentarias neolíticas en el paisaje del continente. La densidad de población se incrementó de forma notable, como lo indica el aumento en la cantidad de sitios, de los que el mayor llega a medir 100 hectáreas de superficie. Existe una amplia cantidad de evidencias para el desarrollo de complejidad social en muchas regiones, especialmente en el río amarillo.

## Neolítico urbano

### Hongshan (aprox. 4700 - 2900 a.C.)
El paisaje ritual de Hongshan consiste de varias formas de arquitectura monumental. Esto se extiende sobre un área muy amplia, con lo que se conforman muchos complejos rituales en un área nuclear principalmente dedicada a actividades ceremoniales. La complejidad social de la sociedad hongshan se puede ver desde diversos aspectos. En primer lugar, hubo una jerarquía de asentamientos, tal como lo indica el desarrollo de algunos grandes sitios que fungieron de lugares centrales rodeados por muchas aldeas pequeñas a lo largo de los valles, pero no hay evidencia que sugiera la existencia de una entidad política centralizada en la región del río Liao. En segundo lugar, hay una clara segregación en lo que respecta a las funciones de los sitios, tal como se observa en el surgimiento de complejos rituales representados por Niuheliang. Este cambio sugiere un significado incrementado de las actividades rituales en la sociedad hongshan, lo que se acelera de manera particular durante el Periodo Hongshan Tardío. En tercer término, se dio la construcción de arquitectura monumental. Al parecer, estos edificios requirieron de gran cantidad de mano de obra y habilidades administrativas más allá del ámbito de la comunidad. En cuarto lugar, hubo un alto grado de especialización artesanal para la manufactura de bienes rituales, en especial el tallado del jade. El proceso de producción involucró la obtención de materias primas procedentes de distancias lejanas, manufactura de objetos con formas especiales y distribución de productos acabados al interior de grupos de elite. Todo esto requería de un desarrollo considerable en el control del conocimiento, tecnología y liderazgo, mientras que los procesos de producción y distribución fueron, probablemente, dirigidos por la elite, al menos en alguna medida. En quinta y última instancia, algunos objetos de parafernalia ritual tradicional se modificaron en cuanto a su tamaño y contexto. Las representaciones animales y femeninas constituyen una tradición cultural y ritual única de esta región.
Cuando estos objetos aparecieron en las culturas del Neolítico Temprano eran de dimensiones reducidas y solo se asociaban con rasgos domésticos. En cambio, durante el Periodo Hongshan, incrementaron su tamaño de manera drástica y se volvieron componentes importantes de las estructuras públicas rituales. 
Estos cambios sugieren representaciones rituales que pasaron por una transformación desde el ámbito doméstico a las actividades integradas de forma regional. 
La cultura Hongshan colapsó alrededor de 3000 a.c. Este evento coincidió con un episodio de deterioro climático, y un periodo caracterizado por un clima seco y frío como resultado de una disminución en las precipitaciones cuando el monzón del verano se debilitó en su fuerza hacia 3000 a.c. Su colapso también pudo haber estado relacionado con otros factores, entre los que se incluyen la sobreexplotación de la tierra y la obsesión de la elite por la construcción de arquitectura ritual y la manufactura de objetos rituales de jade como estrategias políticas en respuesta a los desafíos externos. Las construcciones ceremoniales aceleradas durante el Periodo Hongshan Tardío pueden ser indicios de medidas desesperadas tomadas por la elite como una respuesta religiosa a las transformaciones ambientales.

### Liangzhu (aprox. 3400 - 2000 a.C.)
La cultura Liangzhu se concentra en el área del lago Tai. Hasta la fecha, se han registrado muchos cientos de sitios Liangzhu, que se caracterizan, de manera especial, por la abundancia de artefactos de jade colocados en los entierros. Tienden a presentarse en grupos, y cada uno de ellos parece tener un lugar central identificado sea por gran arquitectura pública o entierros elaborados.
Taosi y Liangzhu representan las sociedades complejas más desarrolladas durante el tercer milenio a.c. en China. Ambas conformaban sistemas políticos bastante estratificados. Los grupos de elite eran capaces de obtener y mantener un estatus político por medio de su poder ritual. De manera irónica, las dos desaparecieron del registro arqueológico hacia el final del tercer milenio a.c., pero no fueron las únicas culturas que dejaron de existir en dicha época. La disminución en el número de sitios y el abandono de centros regionales fueron un fenómeno común en el paisaje a lo largo de los valles de los ríos Amarillo y Yangzi. Esto marcó el fin del Periodo Neolítico y el inicio de la civilización de la Era del Bronce en China, con el ascenso del Estado erlitou (1900-1500 a.c.), que tuvo su centro en la cuenca del Yiluo, en la parte occidental de Henan . 
Muchos arqueólogos han postulado que este cambio coincidió con la época del Gran Diluvio, tal como está registrado en textos antiguos. Se cree que este diluvio o inundación fue controlado por Yu el Grande, el legendario rey fundador de la dinastía Xia, hacia, aproximadamente, 2000 a.c. Si bien el trasfondo histórico de la formación del mito del Gran Diluvio necesita ser estudiado en profundidad , ciertamente muchas investigaciones científicas han demostrado el acontecimiento de un episodio de deterioro climático alrededor de 2200 a 2000 a.c. en China . Incluso algunos sitios neolíticos muestran evidencias de aluviones hacia fines del tercer milenio a.c., como Mojiaoshan, en Zhejiang. Por lo tanto, si bien los relatos acerca del control de estas catástrofes pueden haber sido solo invenciones, es probable que sí hubiesen ocurrido inundaciones devastadoras en muchos valles, con lo que se destruyeron numerosos asentamientos y se volvieron parte de la memoria colectiva de las antiguas poblaciones.

### Longshan (aprox. 3000 - 1900 a.C.)

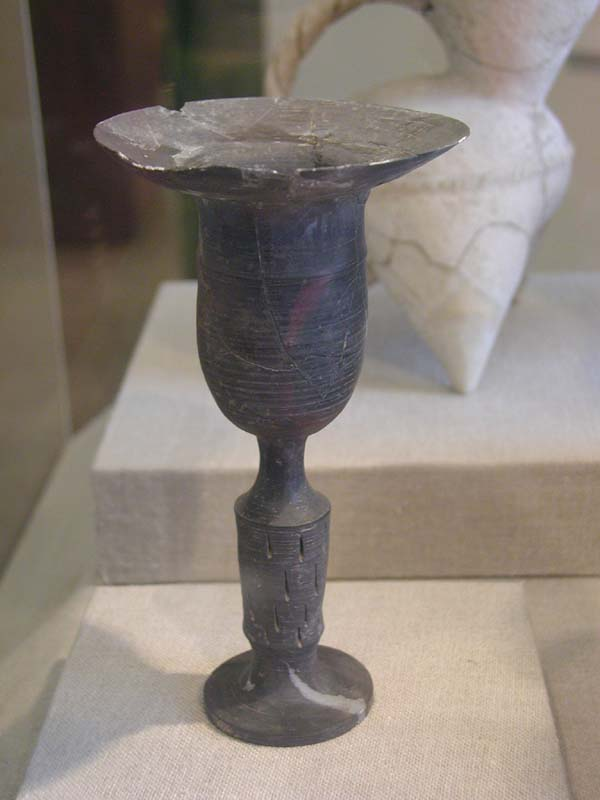
Cultura de Longshan.

La cultura de Longshan surgió a finales del Neolítico, próxima al curso medio y bajo del río Amarillo. Durante el tercer milenio a. C. la agricultura intensiva se volvió generalizada más allá de las regiones de los ríos Amarillo y Yangzi,  donde se pueden ver las mayores densidades de población y los grupos complejos más desarrollados en el registro arqueológico. La mayoría de estas sociedades estuvieron organizadas jerárquicamente: el intercambio de bienes de prestigio fue una práctica común entre los grupos de elite y la guerra entre las comunidades fue un proceso que se intensificó con el tiempo.
Los patrones de asentamiento muestran tres niveles de jerarquía en la mayor parte de las áreas. En las llanuras aluviales, los centros regionales no tienen, por lo general, más de 50 hectáreas de superficie y están distribuidas en un patrón casi equidistante en el paisaje, lo que sugiere relaciones entre las entidades políticas. 
El yacimiento de Taosi, muestra que fue el centro económico, político y religioso más importante de la región, se ocupaba de la producción artesanal y fue testigo del surgimiento de los grupos de elite. Sin embargo, su influencia política estuvo, probablemente, limitada al área al interior de la cuenca del Linfen, restringida por una serie de cordilleras montañosas. Por otro lado, el complejo parece haber experimentado algún tipo de agitación política durante esta última fase. La estructura circundante de tierra apisonada fue destruida, la zona decorada de manera suntuosa de las fases tempranas se convirtió en un área de producción artesanal en donde se hacían artefactos de piedra y hueso, en especial puntas de flecha hechas producidas con este último material; asimismo, muchos restos de esqueletos humanos cerca de esta zona mostraban evidencias de violencia y, por último, los entierros de elite fueron profanados y disturbados.